# Avenida de Almeida Ribeiro
Avenida de Almeida Ribeiro também comumente conhecido como San Ma Lo ( chinês "nova rua"), é a avenida principal no coração da Península de Macau . A longa avenida de 620 metros de comprimento foi projetada em 1920 e se estende do interior até o porto externo, passando pela antiga área residencial com suas fileiras de coloridas lojas de rua.

## História
A avenida costumava ser um beco pequeno e sinuoso. Apenas a partir de 1918  os edifícios e colinas ao lado passaram a ser alterados ou demolidos para a construção da avenida. Então, sendo a mais nova estrada da cidade, o nome generalizado de San Ma Lo (新馬路) foi dado pelos moradores locais, literalmente "Nova Rua".

## Área de compras
O principal cinturão comercial é marcado pelas ruas da Avenida do Infante d. Henrique  (殷皇子大馬路) e Avenida Almeida Ribeiro, Mercado de S. Domingos, Rua da Palha, Rua do Campo (水坑尾街) e a Rua Pedro Nolasco da Silva . Perto dali, nas ruas ao redor da Rua das Estalagens, fica um mercado de pulgas local, um local popular para procurar antiguidades chinesas.
Do Largo do Senado em direção ao Porto Interior, ao longo da Avenida Almeida Ribeiro, um conjunto de joalherias ou lojas de ouro pode ser facilmente encontrado. Além disso, lojas de antiguidades podem ser vistas perto das Ruínas de São Paulo, ao longo da Avenida Almeida Ribeiro, na Travessa do Pagode e em frente ao Templo Kun Lam. Licores, tabaco e vinho portugueses são largamente encontrados em muitas lojas na Avenida de Almeida Ribeiro.
O jogo costumava florescer ao longo da avenida, mas a maioria foi transferida para regiões mais novas e menos urbanizadas, como Cotai, desde a década de 1990.

## Pontos de referência
A Avenida de Almeida Ribeiro abriga uma mistura de edifícios de estilo europeu e chinês ao longo de sua extensão, a maioria datada da década de 1920. Os marcos históricos situados aí incluem o Largo do Senado, o Edifício Leal Senado, o Correio Geral de Macau e o Hotel Central .

## Galeria

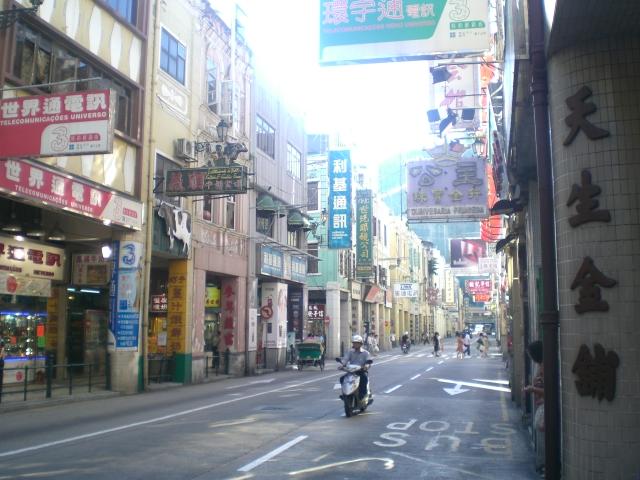
Avenida de Almeida Ribeiro, a principal rua da península de Macau.
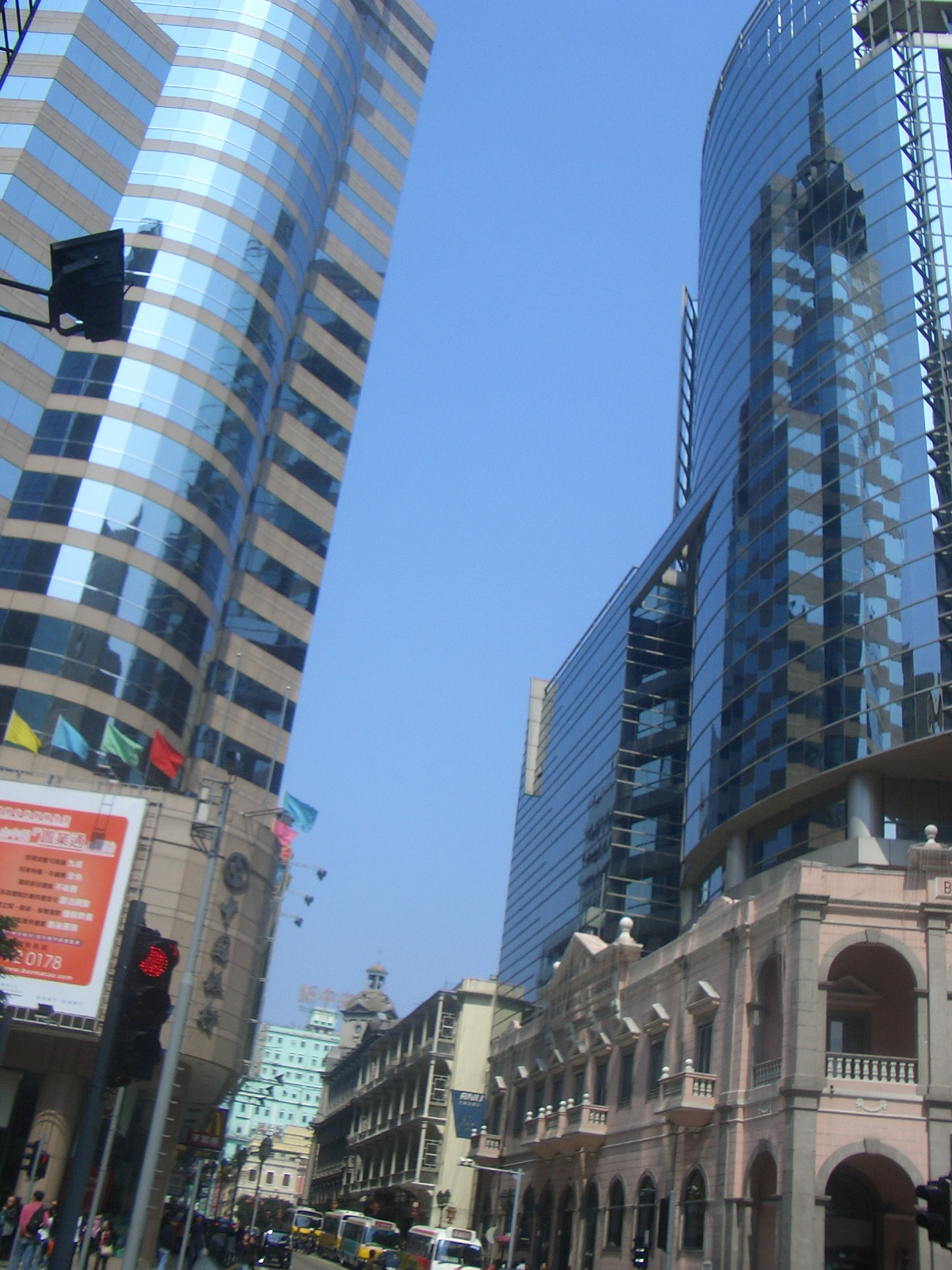
Banco da China (à esquerda) e Banco Nacional Ultramarino, dois marcos conhecidos ao longo da Avenida de Almeida Ribeiro.
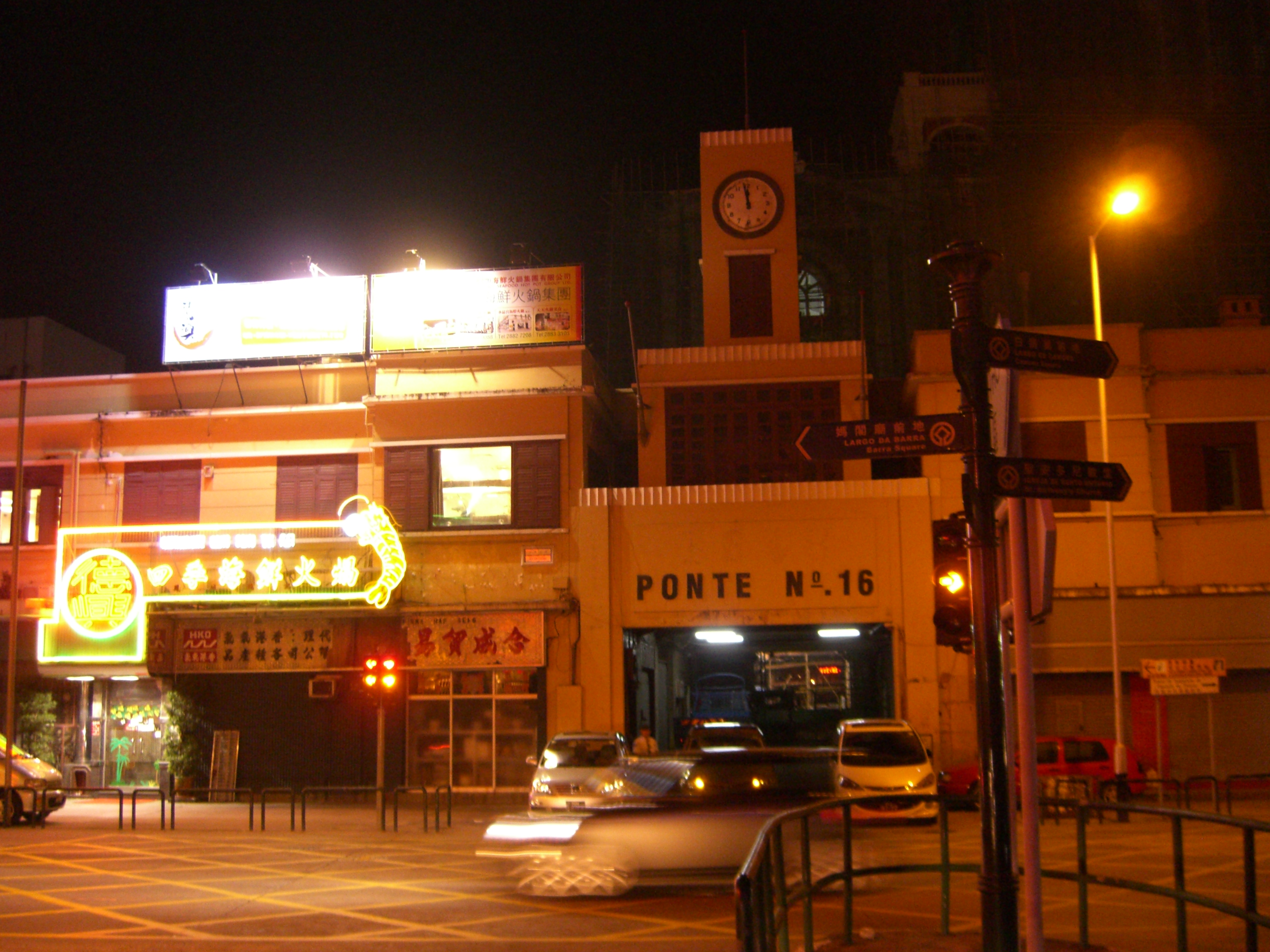
O sítio Ponte 16 (extremo oeste da Avenida de Almeida Ribeiro) está localizado no Porto Interior do Pier 16 de Macau, um dos bairros mais antigos do antigo enclave português.
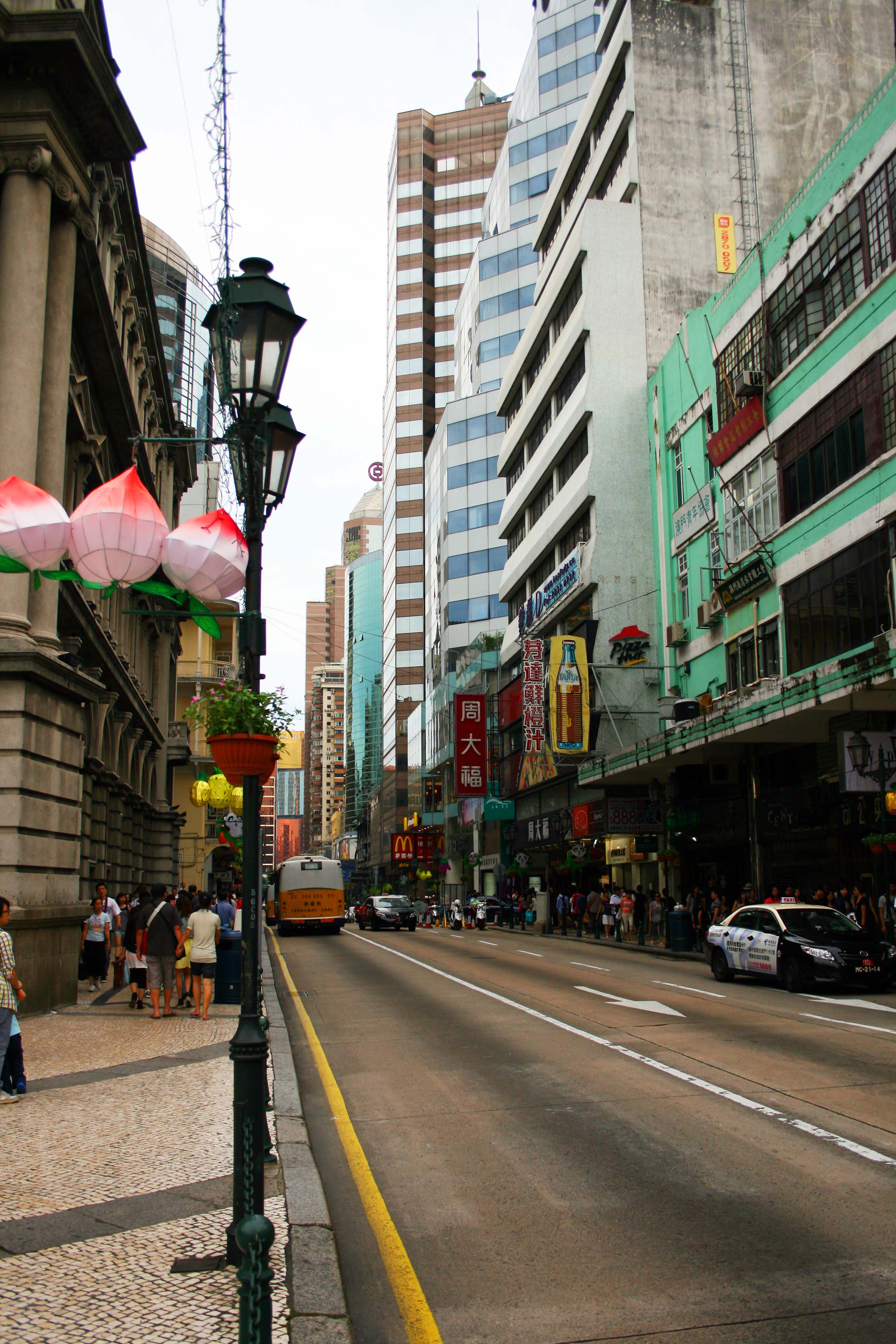
Avenida de Almeida Ribeiro